# Alpina chalybaeus
Alpina chalybaeus är en fjärilsart som beskrevs av Hans Zerny 1916. Alpina chalybaeus ingår i släktet Alpina och familjen mätare. Inga underarter finns listade i Catalogue of Life.